# Acanthephippium eburneum
Acanthephippium eburneum är en orkidéart som beskrevs av Friedrich Fritz Wilhelm Ludwig Kraenzlin. Acanthephippium eburneum ingår i släktet Acanthephippium och familjen orkidéer. Inga underarter finns listade i Catalogue of Life.